# Justo y Bueno
Justo y Bueno (oficialmente Mercadería Justo y Bueno S.A.S.) fue una cadena de supermercados colombiana, fundada en 2015 por Michel Olmi, quien también creó Tiendas D1. La compañía se inspiraba en el modelo de "Descuento Duro" alemán y se caracterizaba por implementar un formato de "tienda de barrio", ofreciendo productos a precios accesibles en espacios cercanos a las comunidades.

## Historia
Justo y Bueno fue fundada en el año 2015 por Michel Olmi, un empresario chileno que también hizo parte de la fundación de las Tiendas D1 en Medellín en 2009 y quiso repetir el modelo de negocios. La cadena de supermercados abrió su primer local en el barrio Restrepo, en Bogotá, en febrero de 2016. Para el mes de octubre del mismo año contaban con 175 tiendas y 1459 empleados, la mercadería trabajaba de la mano de los pequeños proveedores y arrendar sus locales.

#### Crisis y cierre
En el 2020 con la llegada de la pandemia las finanzas de Justo y Bueno sufrieron una gran caída. La cadena paso de vender $3.2 billones a tener deudas por más de $1.2 billones. Como consecuencia la Superintendencia de Sociedades ordenó su liquidación en 2022. Entre las razones de su quiebre financiero se debió a una mala administración, y es que a pesar de las afectaciones de la pandemia, los dueños decidieron incursionar en mercados internacionales y abrir más locales llevando a Justo y Bueno a una situación de impagos de los proveedores y luego con los empleados. Luego de su liquidación en enero de 2023 Justo y Bueno fue reemplazada por la cadena Tiendas Ísimo de la mano del Grupo Empresarial Olímpica.